# День украинских миротворцев
День украинских миротворцев — государственный праздник Украины, ежегодно отмечаемый 15 июля.

## История праздника
Украинские миротворческие силы принимали участие в урегулировании военно-политического конфликта в странах бывшей Югославии.
В 1992 году с целью содействия политическому урегулированию югославского конфликта и защиты гражданского населения на территории бывшей Югославии были размещены силы ООН UNPROFOR (Силы Организации Объединенных Наций по охране — COOHO). В связи с этим Генеральный секретарь ООН обратился к руководству Украины с просьбой о введении военного контингента в состав сил ООН в зонах конфликта.
3 июля 1992 года Верховная Рада Украины приняла Постановление № 2538-XII «Об участии батальона Вооруженных Сил Украины в Миротворческих Силах Организации Объединенных Наций в зонах конфликтов на территории бывшей Югославии». Уже на следующий день Министром обороны Украины был подписан приказ о формировании в пгт. Гвардейское Днепропетровской области миротворческого подразделения — 240-го отдельного специального батальона. Формирование проводилось на базе 93-й гвардейской мотострелковой дивизии 6-й гвардейской танковой армии (позже — 93-й механизированной дивизии 6 армейского корпуса Сухопутных войск Вооруженных Сил Украины).
15 июля 1992 года два самолета с передовой группой 240-го батальона на борту осуществили вылет из днепропетровского аэродрома в направлении Боснии. Передовая группа насчитывала 42 военнослужащего. После приземления в Сараево украинские миротворцы сразу оказались в эпицентре боевых действий. Город и аэродром обстреливали артиллерия и снайперы. Несмотря на чрезвычайно тяжелые и сложные условия, миротворцы с честью выполняли поставленные задачи. Только за четыре месяца ими было проведено более 800 конвоев с гуманитарным грузом.
За 20 лет, в разные времена, украинские миротворцы приняли участие в миротворческих операциях в следующих регионах и миссиях мира: Косово, Босния и Герцеговина, Восточная Славония, Ангола, Македония, миссия ОБСЕ в Косово, Гватемала (МІНУГУА), Таджикистан, Афганистан, полуостров Превлака Хорватия, Кувейт, Сьера-Леоне, миссия ОБСЕ в Грузии, Приднестровье, Ирак, Ливан, Эфиопия и Эритрея, миссия ООН в Грузии, Судан, Кот-д’ивуар, Демократическая Республика Конго др.
Начиная с 1992 года около 40 тысяч военнослужащих  Вооруженных Сил Украины приняли участие в международных миротворческих операциях.
21 мая 2013 года Верховная Рада Украины единогласно приняла Постановление № 292-VII «Об установлении Дня украинских миротворцев». Постановлением определено 15 июля Днем украинских миротворцев с последующим празднованием его на государственном уровне, с целью чествованием мужества и доблести, образцового выполнения служебных обязанностей, верности присяге участников миротворческих операций и обеспечения сохранения памяти славных героев-миротворцев, которые погибли во время выполнения обязанностей в составе миротворческого контингента и миротворческого персонала.